# Tymek Kucharczyk
Tymoteusz Antoni „Tymek” Kucharczyk (ur. 27 lutego 2006) – polski kierowca wyścigowy. 
Zadebiutował w wyścigach w 2022 roku w Mistrzostwach Hiszpanii Formuły 4 reprezentując barwy zespołu MP Motorsport, gdzie zajął trzecie miejsce. Obecnie rywalizuje w Mistrzostwach Euroformula Open Championship w zespole BVM Racing. 

## Kariera

### Karting
Zaczął uprawiać karting w wieku pięciu lat, a w wieku ośmiu lat zaczął regularnie brać udział w wyścigach we Włoszech. W 2020 roku dołączył do Akademii ORLEN Team.

### Formuła 4
W październiku 2021 roku wygrał eliminacje do Richard Mille Young Talent Academy, co zaowocowało miejscem w Mistrzostwach Hiszpanii F4 z zespołem MP Motorsport.
30 kwietnia 2022 roku zadebiutował w Formule 4 na torze Algarve International Circuit. Sezon zakończył mając na koncie  jedno zwycięstwo i 12 miejsc na podium, finalnie zajmując trzecie miejsce w klasyfikacji kierowców.

### Mistrzostwa GB3
Podpisał kontrakt z Douglas Motorsport na start w mistrzostwach GB3 w 2023 roku. W debiutanckim sezonie trzykrotnie stał na podium i ostatecznie zajął 7. miejsce w klasyfikacji generalnej, zdobywając 296 punktów.
Na sezon 2024 przeniósł się do ekipy Hitech Pulse-Eight, w barwach której wygrał 4 wyścigi, zdobył 11 pozycji na podium i został sklasyfikowany na trzecim miejscu w klasyfikacji generalnej z dorobkiem 443 punktów.

### Formuła Regionalna Mistrzostw Europy
12 września 2023 roku ogłoszono, że zadebiutuje w Mistrzostwach Europy Formuły Regionalnej 2023 na torze Monza z zespołem Saintéloc Racing.

## Inne informacje
Za swoją wyścigową inspirację uważa Ayrtona Sennę.

## Rekord kartingowy

### Podsumowanie kariery kartingowej
| Season | Series                                       | Team                     | Position |
| ------ | -------------------------------------------- | ------------------------ | -------- |
| 2011   | Czech Championship — Easy 50                 | Hawi Racing Team         | NC       |
| 2012   | Czech Championship — Easy 50                 | Hawi Racing Team         | 3rd      |
| 2013   | Karting Cup — Baby 60                        |                          | 6th      |
| 2013   | Rotax Max Challenge Poland — Micro Max       | UniQ Racing              | 6th      |
| 2014   | Academy Champion Kart — Baby Academy         | RB Racing                | 2nd      |
| 2015   | WSK Super Master Series — 60 Mini            | RB Racing                | 32nd     |
| 2015   | WSK Night Edition — 60 Mini                  | RB Racing                | 17th     |
| 2015   | WSK Gold Cup — 60 Mini                       | RB Racing                | NC       |
| 2015   | WSK Final Cup — 60 Mini                      | RB Racing                | NC       |
| 2016   | WSK Champions Cup — 60 Mini                  | RB Racing                | 3rd      |
| 2016   | WSK Super Master Series — 60 Mini            | RB Racing                | NC       |
| 2016   | ROK Cup Italy Nord Region — Mini ROK         |                          | 8th      |
| 2016   | ROK Cup International Final — Mini ROK       | Tb Kart Srl              | 18th     |
| 2017   | WSK Champions Cup — 60 Mini                  | TK Kart Srl              | 14th     |
| 2017   | WSK Super Master Series — 60 Mini            | TK Kart Srl              | 25th     |
| 2017   | Italian Championship — 60 Mini               | TK Kart Srl              | 12th     |
| 2017   | ROK Cup Italy Nord Region — Mini ROK         | TK Kart Srl              | 1st      |
| 2017   | ROK Cup Italy — Mini ROK                     | TK Kart Srl              | 2nd      |
| 2017   | ROK Cup International Final — Mini ROK       | TK Kart Srl              | 14th     |
| 2017   | WSK Final Cup — 60 Mini                      | Parolin Racing Team      | 24th     |
| 2018   | WSK Champions Cup — 60 Mini                  | AV Racing                | 9th      |
| 2018   | WSK Super Master Series — 60 Mini            | AV Racing                | 2nd      |
| 2018   | Italian Championship — ROK Junior            |                          | 5th      |
| 2018   | SKUSA SuperNationals XXII — X30 Junior class |                          | 6th      |
| 2018   | CIK-FIA European Championship — OKJ          | Baby Race Srl            | 41st     |
| 2018   | CIK-FIA World Championship — OKJ             | Baby Race Driver Academy | NC       |
| 2018   | WSK Open Cup — OKJ                           |                          | NC       |
| 2018   | WSK Final Cup — OKJ                          | Baby Race Driver Academy | 5th      |
| 2019   | WSK Champions Cup — OKJ                      | Baby Race Driver Academy | 34th     |
| 2019   | South Garda Winter Cup — OKJ                 | Baby Race Driver Academy | 33rd     |
| 2019   | WSK Super Master Series — OKJ                | Baby Race Driver Academy | 20th     |
| 2019   | WSK Euro Series — OKJ                        | Baby Race Driver Academy | 18th     |
| 2019   | Coupe de France — OKJ                        | Baby Race Driver Academy | 7th      |
| 2019   | Italian Championship — X30 Junior            | Baby Race Driver Academy | 12th     |
| 2019   | CIK-FIA European Championship — OKJ          | Baby Race Driver Academy | 11th     |
| 2019   | CIK-FIA World Championship — OKJ             | Baby Race Driver Academy | NC       |
| 2019   | WSK Open Cup — OKJ                           | Parolin Racing Kart      | 15th     |
| 2019   | WSK Final Cup — OKJ                          | Parolin Racing Kart      | 3rd      |
| 2020   | WSK Champions Cup — OKJ                      | Birel ART Racing         | NC       |
| 2020   | South Garda Winter Cup — OKJ                 | Birel ART Racing         | 4th      |
| 2020   | WSK Super Master Series — OKJ                | Birel ART Racing         | 6th      |
| 2020   | CIK-FIA European Championship — OKJ          | Birel ART Racing         | 12th     |
| 2020   | WSK Euro Series — OKJ                        | Birel ART Racing         | 13th     |
| 2020   | Champions of the Future — OKJ                | Birel ART Racing         | 5th      |
| 2020   | CIK-FIA World Championship — OKJ             | Birel ART Racing         | 15th     |
| 2020   | WSK Open Cup — OKJ                           | Birel ART Racing         | 5th      |
| 2021   | WSK Champions Cup — OK                       | Bireal ART Racing        | 14th     |
| 2021   | WSK Super Master Series — OK                 | Bireal ART Racing        | 6th      |
| 2021   | WSK Euro Series — OK                         | Bireal ART Racing        | 3rd      |
| 2021   | Champions of the Future — OK                 | Bireal ART Racing        | 7th      |
| 2021   | CIK-FIA European Championship — OK           | Bireal ART Racing        | 24th     |
| 2021   | CIK-FIA European Championship — KZ           | Bireal ART Racing        | NC       |
| 2021   | CIK-FIA World Championship — OK              | Bireal ART Racing        | 32nd     |
| 2021   | WSK Open Cup — OK                            | Bireal ART Racing        | 2nd      |

## Rekord wyścigowy

### Podsumowanie kariery wyścigowej
| Sezon | Szereg                                | Zespół             | Wyścigi | Wygrane | Pole Position | F/Okrążenia | Podium | Zwrotnica | Pozycja   |
| ----- | ------------------------------------- | ------------------ | ------- | ------- | ------------- | ----------- | ------ | --------- | --------- |
| 2022  | Mistrzostwa Hiszpanii F4              | MP Motorsport      | 21      | 1       | 0             | 0           | 12     | 227       | 3.        |
| 2023  | Mistrzostwa GB3                       | Douglas Motorsport | 23      | 0       | 0             | 2           | 2      | 296       | 7.        |
| 2023  | Formuła Regionalne Mistrzostwa Europy | Saintéloc Racing   | 2       | 0       | 0             | 0           | 0      | 0         | Nieznany† |
| 2024  | Mistrzostwa GB3                       | Hitech Pulse-Eight | 23      | 4       | 3             | 9           | 11     | 443       | 3.        |
| 2025  | Euroformuła Open                      | Team Motopark      | 9       | 2       | 2             | 2           | 4      | 131       | 3.*       |

*Sezon Trwa

### Pełne wyniki Mistrzostw Hiszpanii F4
(klucz) (Wyścigi pogrubione oznaczają pole position) (Wyścigi kursywą oznaczają najszybsze okrążenie)
| Rok  | Zespół        | 1       | 2     | 3     | 4     | 5     | 6        | 7       | 8        | 9       | 10        | 11       | 12      | 13      | 14    | 15      | 16      | 17      | 18      | 19      | 20      | 21      | Pozycja | Punkty |
| ---- | ------------- | ------- | ----- | ----- | ----- | ----- | -------- | ------- | -------- | ------- | --------- | -------- | ------- | ------- | ----- | ------- | ------- | ------- | ------- | ------- | ------- | ------- | ------- | ------ |
| 2022 | MP Motorsport | ALG 1 3 | ALG 2 | ALG 3 | JER 1 | JER 2 | JER 3 24 | CRT 1 3 | CRT 2 14 | CRT 3 2 | SPA 1 Ret | SPA 2 16 | SPA 3 8 | ARA 1 5 | ARA 2 | ARA 3 2 | NAV 1 4 | NAV 2 4 | NAV 3 2 | KOT 1 3 | KOT 2 3 | KOT 3 6 | 3.      | 227    |

### Pełne wyniki Mistrzostw GB3
(Wyścigi pogrubione oznaczają pole position) (Wyścigi kursywą oznaczają najszybsze okrążenie)
| Year | Team               | 1       | 2         | 3         | 4         | 5        | 6          | 7       | 8       | 9         | 10      | 11        | 12        | 13       | 14       | 15       | 16         | 17       | 18        | 19       | 20       | 21       | 22      | 23      | 24        | DC  | Points |
| ---- | ------------------ | ------- | --------- | --------- | --------- | -------- | ---------- | ------- | ------- | --------- | ------- | --------- | --------- | -------- | -------- | -------- | ---------- | -------- | --------- | -------- | -------- | -------- | ------- | ------- | --------- | --- | ------ |
| 2023 | Douglas Motorsport | OUL 1 5 | OUL 2 8   | OUL 3 137 | SIL1 1 14 | SIL1 2 9 | SIL1 3 815 | SPA 1 3 | SPA 2 5 | SPA 3 715 | SNE 1 5 | SNE 2 DSQ | SNE 3 Ret | SIL2 1 4 | SIL2 2 3 | SIL2 3 C | BRH 1 5    | BRH 2 7  | BRH 3 Ret | ZAN 1 12 | ZAN 2 10 | ZAN 3 18 | DON 1 9 | DON 2 7 | DON 3 Ret | 7th | 296    |
| 2024 | Hitech Pulse-Eight | OUL 1 6 | OUL 2 Ret | OUL 3 43  | SIL1 1    | SIL1 2 3 | SIL1 3 C   | SPA 1   | SPA 2 1 | SPA 3 48  | HUN 1 2 | HUN 2 DSQ | HUN 3 17  | ZAN 1 2  | ZAN 2 1  | ZAN 3 92 | SIL2 1 Ret | SIL2 2 5 | SIL2 3 4  | DON 1 4  | DON 2    | DON 3 74 | BRH 1 3 | BRH 2 3 | BRH 3 81  | 3rd | 443    |